# هيو هاي
هيو هاي (بالإنجليزية: Hugh High)‏ هو لاعب كرة قاعدة أمريكي، ولد في 24 أكتوبر 1887 في Pottstown, Pennsylvania ‏ في الولايات المتحدة، وتوفي في 16 نوفمبر 1962 في سانت لويس في الولايات المتحدة.

## وصلات خارجية
- هيو هاي على موقعبيزبول رفرنس.كوم (الدوري الرئيسي) (الإنجليزية)
- هيو هاي على موقعبيزبول رفرنس.كوم (الدوري الثانوي) (الإنجليزية)